# Rosa Le Seur
Rosa Le Seur, verheiratete Rosa Junkermann, (8. Februar 1846 in Berlin – 1920) war eine deutsche Theaterschauspielerin und Sängerin (Sopran).

## Leben
Auguste Rosalie Le Seur war eine uneheliche Tochter der Berliner Schauspielerin Bertha Le Seur (1817–1889), die dann 1856 den aus Linz stammenden Kapellmeister Emil Mayer (1822–1868) heiratete. Ihre ältere Schwester war die Schauspielerin Marie Le Seur.
Le Seur erhielt ihren Gesangsunterricht von dem bekannten Liederkomponisten Ferdinand Gumbert. Sie wirkte als erste Soubrette und war seit 1866 am Berliner Viktoriatheater, am Hoftheater in Meiningen, sowie in Bremen, Nürnberg, Amsterdam, Stuttgart und Breslau engagiert und zählten zu ihren beliebtesten Rollen „Schöne Galathe“, „Schöne Helena“, „Boulotte“ in Blaubart, „Großherzogin von Gerolstein“, „Kleine Handschumacherin“ in Pariser Leben etc., mithin also in Operetten von Jacques Offenbach.
In Stuttgart, wo damals keine Operetten gegeben wurde, war sie 17 Jahre für das Fach der ersten Lustspielsoubretten und Salondamen engagiert.
Die Söhne aus ihrer Ehe mit August Junkermann, Hans und Fritz widmeten sich ebenfalls der Schauspielerei, ebenso wie ihr Stiefsohn Karl Junkermann und dessen Ehefrau Anna Junkermann.